# Салимон, Владимир Иванович
Владимир Иванович Салимон — русский поэт, редактор.  Член Московской писательской организации и Русского ПЕН-центра.

## Биография
Родился 13 апреля 1952 года в Москве в семье переводчика венгерской литературы И. В. Салимона.
- В 1974 году — окончил географо-биологический факультет Московского государственного педагогического института.
- С 1986-1990 гг — сотрудник журнала «Юность».
- В 1989—1990 гг. — член общественной редакционной коллегии книжной серии «Анонс» («Московский рабочий»).
- С 1990—2001 гг. — автор проекта, главный редактор литературно-художественного журнала «Золотой век».
- В 2003-2004 гг.— автор (с Ириной Мелешкевич) издательского проекта «Ближний круг», соединившего в себе литературу и изобразительное искусство.
- С 2001 по 2011 год — заместитель главного редактора журнала «Вестник Европы XXI век».
- Жена Ирина Мелешкевич, сын Алексей Салимон

## Творчество
Автор книг:
- «Городок» (1981),
- «Уличное братство» (1989),
- «Страстная неделя» (1989),
- «Невеселое солнце» (1994),
- «Красная Москва» (1996),
- «Бегущие от грозы» (2001),
- «Возвращение на землю» (2002),
- «Опрокинутое небо» (2004).
- «Раз и навсегда» (2003),
- «Брильянтовый и золотой»(1998)
- «За наше счастливое детство» (с Татьяной Назаренко) (1995)
- «За наше счастливое детство» (1995)
- «Чудесным происшествиям свидетель» (2006)
- «Места для игр и развлечений» (2008)
- «Рогатые зайцы» (2009)
- «За лицевою стороной пейзажа» (2011)
- «Ночь поменяла цвет» (2013)
- «На живую нитку» (2015)
- «Месяц в деревне» (2016)
- « Прохождение точки росы» (2016)
- «Любовь к пересеченной местности» (2016)
- «Право на молчание» (2017)
- «Среди оврагов и холмов» (2018)
- «Островитянин» (2020)
- «Выходят ангелы из тени» (2020)

## Награды
Награждён премиями: 
- журнала «Октябрь» (2001),
- журнала «Арион» (2013),
- Европейской премией Римской Академии (1995),
- лауреат Новой Пушкинской премии За совокупный творческий вклад в отечественную культуру[1] (2012),
- премии «Венец» (2017).

## Цитата
У стихов Салимона какая-то особенная энергетика; сказать, что «он умеет создавать настроение» – мало, но и сказать, что «способен рождать глубокие чувства» – тоже нельзя. Здесь нужна какая-то иная формулировка, какой-то особенный подход. Мне хочется, чтобы поэзия во мне будила нечто, а не была «понятной и узнаваемой»; так вот – у Салимона нет ничего узнаваемого (в смысле «угла зрения»), он способен будить, и то, что он будит, можно назвать, пожалуй, философским настроем.
— Эмиль Сокольский